# Vlatko Pavletić
Vlatko Pavletić (udtalelse: [ʋlâtko pǎʋletit͡ɕ]; 2. december 1930 – 19. september 2007) var en kroatisk politiker og universitets professor, som var midlertidigt præsident i perioden 1999-2000. Han var også litteraturkritiker og essayist.